# Temporada 1984-85 de los Milwaukee Bucks
La temporada 1984-85 fue la decimoséptima de los Milwaukee Bucks en la NBA. La temporada regular acabó con 59 victorias y 23 derrotas, ocupando el segundo puesto de la Conferencia Este, clasificándose para los playoffs, en los que cayeron en las semifinales de conferencia ante los Philadelphia 76ers.

## Elecciones en elDraft
| Ronda | Puesto | Jugador            | Posición | Nacionalidad   | Universidad        |
| ----- | ------ | ------------------ | -------- | -------------- | ------------------ |
| 1     | 21     | Kenny Fields       | SF/SG    | Estados Unidos | UCLA               |
| 6     | 120    | McKinley Singleton | G        | Estados Unidos | Alabama-Birmingham |

## Temporada regular
| División Central      | División Central | División Central | División Central | División Central | División Central | División Central | División Central | División Central |
| Equipo                | G                | P                | %                | PD               | Casa             | Fuera            | Div              |                  |
| --------------------- | ---------------- | ---------------- | ---------------- | ---------------- | ---------------- | ---------------- | ---------------- | ---------------- |
| y-Milwaukee Bucks     | 59               | 23               | .720             | –                | 36–5             | 23–18            | 20–10            |                  |
| x-Detroit Pistons     | 46               | 36               | .561             | 13               | 26–15            | 20–21            | 21–8             |                  |
| x-Chicago Bulls       | 38               | 44               | .463             | 21               | 26–15            | 12–29            | 13–17            |                  |
| x-Cleveland Cavaliers | 36               | 46               | .439             | 23               | 20–21            | 16–25            | 13–16            |                  |
| Atlanta Hawks         | 34               | 48               | .415             | 25               | 19–22            | 15–26            | 15–15            |                  |
| Indiana Pacers        | 22               | 60               | .268             | 37               | 16–25            | 6–35             | 7–23             |                  |

## Playoffs

### Primera ronda
Milwaukee Bucks vs. Chicago Bulls 
| Fecha       | Partido                                | Ciudad    |
| ----------- | -------------------------------------- | --------- |
| 19 de abril | Milwaukee Bucks 109, Chicago Bulls 100 | Milwaukee |
| 21 de abril | Milwaukee Bucks 122, Chicago Bulls 115 | Milwaukee |
| 24 de abril | Chicago Bulls 109, Milwaukee Bucks 107 | Chicago   |
| 27 de abril | Chicago Bulls 97, Milwaukee Bucks 105  | Atlanta   |
|             | Milwaukee Bucks gana las series 3-1    |           |

### Semifinales de Conferencia
Milwaukee Bucks  vs. Philadelphia 76ers
| Fecha       | Partido                                     | Ciudad       |
| ----------- | ------------------------------------------- | ------------ |
| 28 de abril | Milwaukee Bucks 105, Philadelphia 76ers 127 | Milwaukee    |
| 30 de abril | Milwaukee Bucks 108, Philadelphia 76ers 112 | Milwaukee    |
| 3 de mayo   | Philadelphia 76ers 109, Milwaukee Bucks 104 | Philadelphia |
| 5 de mayo   | Philadelphia 76ers 121, Milwaukee Bucks 112 | Philadelphia |
|             | Philadelphia 76ers gana las series 4-0      |              |

## Estadísticas
| Rk | Jugador         | Edad | P  | PT | MP   | TC  | TCI  | %TC  | T3  | T3I | %T3  | TL  | TLI | %TL   | RO  | RD  | RT  | AS  | RB  | TAP | BP  | FP  | PTS  |
| -- | --------------- | ---- | -- | -- | ---- | --- | ---- | ---- | --- | --- | ---- | --- | --- | ----- | --- | --- | --- | --- | --- | --- | --- | --- | ---- |
| 1  | Sidney Moncrief | 27   | 73 | 72 | 37.5 | 7.7 | 15.9 | .483 | 0.1 | 0.5 | .273 | 6.2 | 7.5 | .828  | 2.0 | 3.3 | 5.4 | 5.2 | 1.6 | 0.5 | 2.5 | 2.7 | 21.7 |
| 2  | Paul Pressey    | 26   | 80 | 80 | 36.0 | 6.0 | 11.6 | .517 | 0.1 | 0.3 | .350 | 4.0 | 5.2 | .758  | 1.9 | 3.5 | 5.4 | 6.8 | 1.6 | 0.7 | 3.1 | 3.2 | 16.1 |
| 3  | Terry Cummings  | 23   | 79 | 78 | 34.5 | 9.6 | 19.4 | .495 | 0.0 | 0.0 | .000 | 4.3 | 5.9 | .741  | 3.1 | 6.0 | 9.1 | 2.9 | 1.5 | 0.8 | 2.4 | 3.3 | 23.6 |
| 4  | Craig Hodges    | 24   | 82 | 63 | 30.4 | 4.4 | 8.9  | .490 | 0.6 | 1.6 | .348 | 1.3 | 1.6 | .815  | 0.9 | 1.4 | 2.3 | 4.3 | 1.2 | 0.0 | 1.6 | 3.2 | 10.6 |
| 5  | Alton Lister    | 26   | 81 | 80 | 25.8 | 4.0 | 7.4  | .538 | 0.0 | 0.0 | .000 | 1.9 | 3.2 | .588  | 2.7 | 5.3 | 8.0 | 1.6 | 0.6 | 2.1 | 2.3 | 3.5 | 9.9  |
| 6  | Mike Dunleavy   | 30   | 19 | 19 | 22.8 | 3.4 | 7.1  | .474 | 0.8 | 2.5 | .340 | 1.3 | 1.5 | .862  | 0.3 | 1.3 | 1.6 | 4.5 | 0.8 | 0.2 | 2.1 | 2.9 | 8.9  |
| 7  | Paul Mokeski    | 28   | 79 | 6  | 20.1 | 2.6 | 5.4  | .478 | 0.0 | 0.0 | .000 | 1.0 | 1.5 | .698  | 1.4 | 3.8 | 5.2 | 1.3 | 0.4 | 0.4 | 1.1 | 3.4 | 6.2  |
| 8  | Ricky Pierce    | 25   | 44 | 3  | 20.0 | 3.8 | 7.0  | .537 | 0.0 | 0.1 | .250 | 2.3 | 2.8 | .823  | 1.1 | 1.5 | 2.7 | 2.1 | 0.8 | 0.1 | 1.4 | 2.7 | 9.8  |
| 9  | Kevin Grevey    | 31   | 78 | 6  | 15.2 | 2.4 | 5.4  | .448 | 0.1 | 0.4 | .242 | 1.1 | 1.4 | .822  | 0.3 | 1.0 | 1.3 | 1.2 | 0.4 | 0.0 | 0.7 | 1.1 | 6.1  |
| 10 | Paul Thompson   | 23   | 16 | 0  | 14.2 | 2.6 | 6.6  | .390 | 0.0 | 0.4 | .000 | 1.5 | 2.1 | .706  | 1.3 | 1.3 | 2.6 | 1.3 | 0.9 | 0.3 | 0.9 | 2.6 | 6.6  |
| 11 | Randy Breuer    | 24   | 78 | 0  | 13.9 | 2.1 | 4.1  | .511 | 0.0 | 0.0 |      | 1.1 | 1.6 | .701  | 1.2 | 2.1 | 3.3 | 0.5 | 0.3 | 1.1 | 0.8 | 2.3 | 5.3  |
| 12 | Charles Davis   | 26   | 57 | 2  | 13.1 | 2.6 | 6.1  | .436 | 0.0 | 0.2 | .100 | 0.8 | 1.0 | .828  | 1.0 | 1.6 | 2.6 | 0.9 | 0.4 | 0.1 | 0.9 | 1.9 | 6.2  |
| 13 | Kenny Fields    | 22   | 51 | 1  | 10.5 | 1.6 | 3.7  | .440 | 0.0 | 0.0 |      | 0.5 | 0.7 | .750  | 0.8 | 0.8 | 1.6 | 0.7 | 0.2 | 0.2 | 0.6 | 1.6 | 3.8  |
| 14 | Larry Micheaux  | 24   | 18 | 0  | 9.5  | 0.9 | 1.9  | .486 | 0.0 | 0.0 |      | 0.7 | 0.9 | .706  | 1.0 | 1.4 | 2.4 | 0.7 | 0.4 | 0.4 | 0.4 | 1.4 | 2.6  |
| 15 | Mark West       | 24   | 1  | 0  | 6.0  | 0.0 | 1.0  | .000 | 0.0 | 0.0 |      | 2.0 | 2.0 | 1.000 | 1.0 | 0.0 | 1.0 | 0.0 | 0.0 | 1.0 | 2.0 | 4.0 | 2.0  |
| 16 | Lorenzo Romar   | 26   | 4  | 0  | 4.0  | 0.3 | 2.0  | .125 | 0.0 | 0.3 | .000 | 0.0 | 0.0 |       | 0.0 | 0.0 | 0.0 | 0.5 | 0.0 | 0.0 | 0.0 | 0.5 | 0.5  |
| 17 | Chris Engler    | 25   | 1  | 0  | 3.0  | 0.0 | 2.0  | .000 | 0.0 | 0.0 |      | 0.0 | 0.0 |       | 1.0 | 0.0 | 1.0 | 0.0 | 0.0 | 1.0 | 0.0 | 0.0 | 0.0  |
| 18 | David Thirdkill | 24   | 6  | 0  | 2.7  | 0.5 | 0.7  | .750 | 0.0 | 0.0 |      | 0.2 | 0.3 | .500  | 0.2 | 0.2 | 0.3 | 0.0 | 0.0 | 0.0 | 0.0 | 0.2 | 1.2  |

## Galardones y récords
| Jugador/Entrenador | Galardón                                                                     |
| Don Nelson         | Entrenador del Año de la NBA                                                 |
| Sidney Moncrief    | 2.º Mejor quinteto de la NBA 2.º Mejor quinteto defensivo de la NBA All-Star |
| Terry Cummings     | 2.º Mejor quinteto de la NBA All-Star                                        |
| Paul Pressey       | Mejor quinteto defensivo de la NBA                                           |